# Edmund Gardner
Le Edmund Gardner  est un ancien bateau pilote britannique du Port de Liverpool. Il est désormais exposé comme navire musée au Merseyside Maritime Museum.

Ce bâtiment est inscrit au registre du National Historic Ships  depuis 1996 et il est aussi l'un des nombreux bateaux de la National Historic Fleet.

## Histoire
Edmund Gardner a été construit en 1953 par le chantier Philip & Son Ltd de Dartmouth, qui a également construit ferry et bateau-phare pour la Mersey Docks and Harbour Company (en), l'administration portuaire du port de Liverpool et de la rivière Mersey. Ce Pilot cutter n°2 est le second navire de service à moteurs diesel-électrique en remplacement de ceux d'avant-guerre.

Trois bâtiments ont été construits, tous conçus par Graham & Woolnough de Liverpool, et ont pris les noms d'anciens présidents de l'administration portuaire : Sir Thomas Brocklebank, Edmund Gardner et Arnet Robinson. Ces grands navires pouvaient accueillir jusqu'à 32 pilotes et 11 apprentis pilotes, ainsi qu'un équipage régulier. Ils assuraient un service en rotation d'une semaine sur la station de Mersey Bar, une autre semaine sur la station au large de Point Lynas et une semaine en tant que bateau d'approvisionnement et de transbordement.  
Edmund Gardner a exercé ces fonctions jusqu'en 1981. Le Merseyside Maritime Museum de Liverpool l'a acheté en 1982. Il est en cale-sèche et sert de navire musée ouvert au public. Il a subi une restauration et a reçu un prix spécial du World Ship Trust.